# كانا أسومي
كانا أسومي (阿澄佳奈 أسومي كانا) (اسمها الحقيقي كانا هارادا (原田佳奈 هارادا كانا)) هي مؤدية أصوات يابانية ولدت في 12 أغسطس 1983 في محافظة فوكوكا.

## أدوارها في الأنمي

### مسلسلات أنمي تلفزيونية
- تنجن توبا جورين لاجان - كيال
- كامبفر - ميكوتو كوندو
- سيكيري - يوكاري ساهاشي
- سيكيري Pure Engagement - يوكاري ساهاشي
- ميد ساما! - هونوكا
- إم إم! - شيزوكا سادو
- إندكس معينة خاصة بالسحر - هيوكا كازاكيري
- إندكس معينة خاصة بالسحر II - هيوكا كازاكيري
- حفيد نوراريهيون - ساوري ماكي
- حفيد نوراريهيون: عاصمة العفاريت - ساوري ماكي
- شوغو كارا! - ران
- شوغو كارا!! دوكي - ران
- شوغو كارا بارتي! - ران
- بيرسونا ترينيتي سول - ميغومي كايانو
- Angel Beats! - إيريي
- تورادورا! - ساكورا كانو
- باكومان - كانا نانبا
- كامينوميزو شيرو سيكاي - تشيهيرو كوساكا
- كامينوميزو شيرو سيكاي 2 - تشيهيرو كوساكا
- كامينوميزو شيرو سيكاي: الحارسات - تشيهيرو كوساكا
- بلاك روك شوتر - يو كوتاري، سترينغث
- ديفل سرفايفر 2 ذي أنيميشن - آيري بان
- ميداكا بوكس أبنورمال - ميزو يوكوهاشي
- ماغي: The Kingdom of Magic - توتو
- نيسيكوي - ماريكا تاتشيبانا
- نيسيكوي: - ماريكا تاتشيبانا
- ساسامي-سان@غانباراناي - ساسامي تسوكويومي
- ميكاكوسيتي أكتورز - إيني
- كنز نانانا ريوغاجو - تنساي إيكيو
- نون نون بيوري - كوماري كوشيغايا
- نون نون بيوري ريبيت - كوماري كوشيغايا
- كلاسروم كرايسس - يونا نونين
- خليلة (مؤقتة) - ميتشيرو تومورا
- وتش كرافت ووركس - توكو هيو
- كروس أنج: رقصة الملاك و التنين - أورا ميدغارديا
- غارغانتيا في الكوكب الأخضر - ميلتي
- إزحفي يا نياركو-سان - نياركو-سان
- إزحفي يا نياركو-سان W - نياركو-سان
- ووركينغ!! - بوبورا تانيشيما
- ووركينغ'!! - بوبورا تانيشيما
- ووركينغ!!! - بوبورا تانيشيما
- هايبرديمنشن نيبتونيا ذي أنيميشن - بلان
- هانامونوغاتاري - روكا نوماتشي
- كونكريت ريفولوتيو: فنتازيا الخوارق - مييكو كوروكي
- كونكريت ريفولوتيو: فنتازيا الخوارق THE LAST SONG - مييكو كوروكي
- مندوب المبيعات الضاحك NEW - ميتسوكو تاكاشيما (إلتزم بالميزانية)
- مكان أبعد من الكون - نوبوي تودوروكي
- غراند بلو - آينا يوشيوارا
- موريارتي الوطني - آنسة هادسن
- كونسبشن - ليليث/ليلي

### أنمي الإنترنت
- 7 سيدز - ماتسوري تيندو

### أوفا أنمي
- بلاك★روك شوتر - يو
- سينت سيا: ذا لوست كانفاس - أغاشا
- إزحفي يا نياركو-سان F - نياركو-سان

### أفلام أنمي
- نون نون بيوري فيكيشن - كوماري كوشيغايا

## أدوارها في ألعاب الفيديو
- مارفل فرسس كابكوم 3 - فيليشيا
- ألتيميت مارفل فرسس كابكوم 3 - فيليشيا
- كونسبشن بلس: ميدنز أوف ذا تويلف ستارز - ليليث/ليلي
- خليلة (مؤقتة) - ميتشيرو تومورا
- فاير إمبلم أويكينينغ - ليزا
- هايبرديمنشن نيبتونيا - بلان
- هايبرديمنشن نيبتونيا مارك تو - بلان
- هايبرديمنشن نيبتونيا فيكتوري - بلان
- هايبرديمنشن نيبتونيا فيكتوري 2 - بلان
- سولاتوروبو: ريد ذا هنتر - شوكولا جيلاتو

## أدوارها في الدبلجة اليابانية
- كيك باتاوسكي: المغامر - بريانا، كندل

## وصلات خارجية
- كانا أسومي على موقع IMDb (الإنجليزية)
- كانا أسومي على موقع ميوزك برينز (الإنجليزية)
- كانا أسومي على موقع أول ميوزيك (الإنجليزية)
- كانا أسومي على موقع ديسكوغز (الإنجليزية)
- كانا أسومي على موقع قاعدة بيانات الفيلم (الإنجليزية)
- كانا أسومي على موقع ANN person (الإنجليزية)

- نسخة محفوظة 24 ديسمبر 2016 على موقع واي باك مشين.